# Горски кобри
Горските кобри (Pseudohaje) са род влечуги от семейство Аспидови (Elapidae).
Таксонът е описан за пръв път от германския зоолог Алберт Гюнтер през 1858 година.

## Видове
- Pseudohaje goldii – Златна дървесна кобра
- Pseudohaje nigra